# Deira
Deira (staroanglicky: Derenrice, Dere) bylo jedno z menších anglosaských království, založené v 6. století germánským kmenem Anglů v dobytých oblastech severovýchodní Británie. Později se Deira spojila se sousedním královstvím Bernicie a vytvořila království Northumbrie, které bylo jednou ze zemí tzv. anglosaské heptarchie.

## Název
Název království je britonského původu z keltského daru znamenající „dub“ (v moderní velštině derw). V tomto případě by název znamenal „lid (řeky) Derwent“. Předpokládá se, že pochází od řeky Derwent protékající touto oblastí a z latinského jména římského města Derventio Brigantium (nyní Malton v hrabství Severní Yorkshire).

## Rozsah území

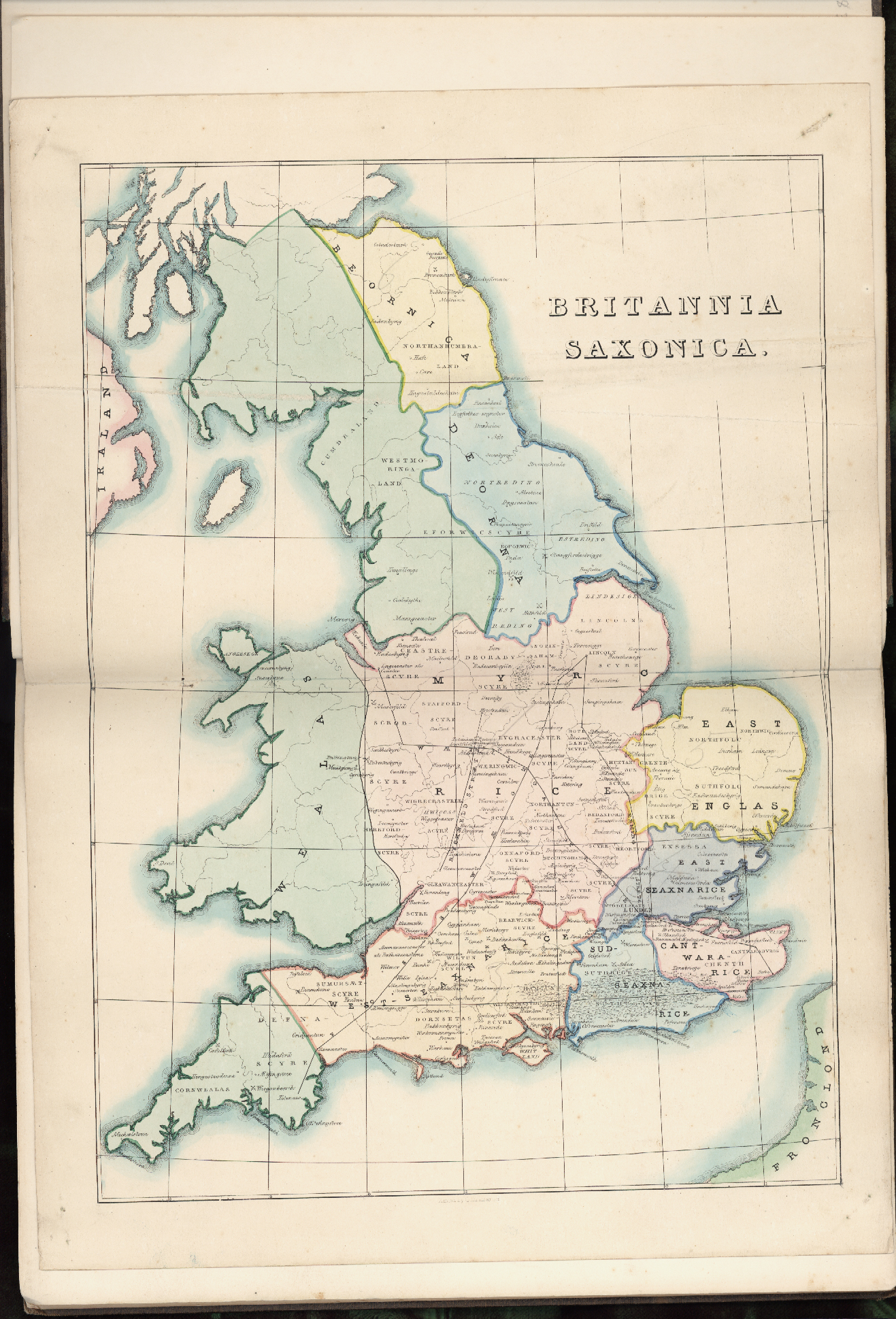
Anglosaská království

Území Deiry sahalo od ústí řeky Humber k řece Tees a od pobřeží Severního moře až po západní konec Yorkshirského údolí (Vale of York). Tato oblast se nachází v současném distriktu East Riding of Yorkshire.

## Historie
První písemná zmínka o království Deira se dochovala v latinském spise Historia Brittonum, za jehož autora je pokládán velšský mnich Nennius, a týká se Ællova předka Sœmela (Sœmila), jenž „byl první, kdo Deiru odtrhl od Bernicie“, což podle historiků může znamenat, že vymanil Deiru z britonské moci. Toto je vlastně jediná zmínka o královské dynastii v Deiře před 7. stoletím.
Prvním vládcem Deiry známým podle jména byl Ælla, o němž benediktinský mnich Beda Ctihodný píše ve svém díle Chronica Majora z roku 725 jako o jejím králi v době příchodu misie sv. Augustina v roce 597. Jeho nástupcem byl král Æthelric. V roce 604 napadl Deiru bernicijský král Æthelfrith, zabil krále Æthelrika, vypudil Ællova syna Edwina do exilu a oženil se s Edwinovou sestrou Achou. Edwin našel útočiště u krále Východní Anglie Rædwalda, který ho přesvědčil, aby přijal křesťanství. Potom mu pomohl vrátit se na deirský trůn, když porazil krále Æthelfrithe v bitvě u řeky Idle. Edwin se také stal vládcem Bernicie. Jeho vláda byla úspěšná a skončila až bitvou na Hatfield Chase, kde byl král Edwin poražen spojenými vojsky Mercie, vedenými králem Pendou, a Gwyneddu, vedenými králem Cadwallonem ap Cadfanem.
Edwinovou smrtí skončilo také spojení Bernicie s Deirou. Po Edwinovi se stal vládcem Deiry jeho bratranec, Æthelrikův syn Osric. Po jeho smrti v bitvě s gwyneddským králem Cadwallonem byly trůny Bernicie a Deiry opět v rukou jednoho vládce – Æthelfrithova syna Oswalda. Král Oswald byl roku 641/642 zabit v bitvě u Maserfieldu mercijským králem Pendou. Oswaldův bratr a nástupce král Oswiu měl potíže s udržením moci nad Deirou, která se nakonec vrátila k Ællovu potomku králi Oswinovi. Nicméně bernicijský král Oswiu se neustále pokoušel znovu získat moc nad Deirou, a když to nešlo jinak, nařídil Oswinovu vraždu. Navzdory tomu se mu úplně nepodařilo chopit se v Deiře moci a nepomohlo ani to, že se oženil s Edwinovou dcerou Eanfled. Vládcem Deiry se jako závislý vládce stal jeho synovec Œthelwald. Po bitvě u řeky Winwæd, ve které podkrál Œthelwald stál na straně poraženého mercijského krále Pendy, se král Oswiu znovu krátce stal vládcem Deiry. Nebyl tam však oblíbený a rozhodl se proto obnovit závislé království pod vládou svého syna Aldfritha. Podkrál Aldfrith však měl separatistické tendence, což bylo patrné zejména v náboženské otázce, když se rozhodl upustit od iroskotské liturgie ve prospěch liturgie latinské dříve, než to udělal jeho otec na synodu ve Whitby. Král Oswiu odstavil Aldfritha od moci a jeho další osud není znám.
Po Oswiuově smrti převzal vládu v Northumbrii jeho syn Ecgfrith. Rozhodl se znovu oddělit Deiru jako závislé království a její trůn svěřil svému mladšímu bratru Ælfwinovi. Král Ecgfrith ho tímto krokem chtěl pravděpodobně připravit jako svého nástupce, neboť sám byl bezdětný. Když byl podkrál Ælfwine zabit mercijským vojskem vedeným králem Æthelredem v bitvě na řece Trent roku 679, obě království se znovu spojila pod vládou jednoho krále, krále Ecgfritha.
Rok 679 je považován za skutečný počátek sjednocené Northumbrie, protože už nikdy potom neměly Bernicie a Deira samostatné vládce.

## Králové Deiry
| Doba vlády           | Držitel úřadu       | Poznámky |
| -------------------- | ------------------- | --- |
| Deirská dynastie     |                     | |
| 559/560–589          | Ælla (Aelli)        | Yffův syn |
| 589/599–604          | Æthelric (Aedilric) | |
| Bernicijská dynastie |                     | |
| 593/604?–616         | Æthelfrith          | rovněž král Bernicie, zabit v bitvě                                                                                    |
| Deirská dynastie     |                     | |
| 616–632              | Edwin               | Ællův syn, vládl také v Bernicii; zabit v bitvě gwyneddským králem Cadwallonem a mercijským králem Pendou; Svatý Edwin |
| 633–634              | Osric               | |
| Bernicijská dynastie |                     | |
| 633–642              | Oswald              | Æthelfrithův syn, vládl také v Bernicii; zabit v bitvě mercijským králem Pendou; Svatý Oswald                          |
| 642–644              | Oswiu               | Æthelfrithův syn, vládl také v Bernicii                                                                                |
| Deirská dynastie     |                     | |
| 644–651              | Oswine              | Osrikův syn, zavražděn                                                                                                 |
| Bernicijská dynastie |                     | |
| 651–654/655          | Æthelwold           | Oswaldův syn |
| 654–670              | Oswiu               | znovu |
| 656–664              | Alchfrith           | podkrál pod svým otcem Oswiuem                                                                                         |
| 664–670              | Ecgfrith            | podkrál pod svým otcem Oswiuem, po jehož smrti se stal králem celé Northumbrie                                         |
| 670–679              | Ælfwine             | podkrál pod svým bratrem Ecgfrithem, králem Northumbrie. Zabit v bitvě na řece Trent mercijským králem Æthelredem      |